# Dirk Aernouts
Dirk Aernouts (né le 14 septembre 1975 à Zoersel) est un coureur cycliste et directeur sportif belge. Il a été directeur sportif de l'équipe Lotto-Soudal U23 de 2015 à 2024, puis adjoint de l'équipe Lotto Dstny Ladies.

## Biographie
Dirk Aernouts est coureur professionnel de 2000 à 2001 au sein de l'équipe Collstrop.
Avec son épouse Nana Steenssens, également cycliste, il crée après sa carrière, en 2004, l'entreprise de transport routier Aernouts Logistics Support, spécialisée dans le transport de vélo.
En 2011, il devient directeur sportif de l'équipe Soenens-Contrukt Glas, en même temps que Wesley Van Speybroeck.
En 2015, à la suite de la disparition de cette équipe Aernouts et Van Speybroeck rejoignent l'encadrement de l'équipe Lotto-Soudal U23.

## Palmarès
- 1996
  - 3e de Zellik-Galmaarden
- 1998
  - Grand Prix de Pâques
  - 2e de Bruxelles-Zepperen
  - 3e du Mémorial Philippe Van Coningsloo